# Ok1
Ok1 – polskie oznaczenie na PKP parowozu osobowego pruskiej serii P8. Po I wojnie światowej w Polsce służyło ich 257 sztuk, po II wojnie światowej - 429.

## Historia
Typ P8 budowany był masowo w wielu fabrykach niemieckich w latach 1906-1923, także na eksport i w innych krajach (w Rumunii do 1939). Łącznie, przez 33 lata, powstało blisko 4000 maszyn. Parowóz stosowany był praktycznie na wszystkich kolejach kontynentu europejskiego. W Niemczech po I wojnie światowej lokomotywy te zostały oznaczone jako seria 3810-40. W Polsce lokomotywy te używane były powszechnie - 192 sztuki przydzielono PKP w ramach reparacji po I wojnie światowej, w tym dwie lokomotywy dla kolei Wolnego Miasta Gdańska (numery: Ok1-1 do Ok1-190 i Ok1-1Dz i 2Dz dla lokomotyw gdańskich). Dalszych 65 lokomotyw zostało zbudowanych w Niemczech na polskie zamówienie w latach 1922-1923 (numery Ok1-201 do 265). Podczas II wojny światowej wszystkie lokomotywy zostały przejęte przez Niemcy lub ZSRR. Po II wojnie światowej na skutek rewindykacji i reparacji wojennych była to najliczniejsza seria parowozów osobowych w Polsce, osiągając 429 egzemplarzy (numery Ok1-1 do 429). W czynnej eksploatacji na PKP przetrwała do końca lat 70. XX wieku.
Parowozy serii Ok1 należały do najbardziej udanych konstrukcji, jakie służyły w Polsce. Przyczyniły się do tego bardzo dobre właściwości trakcyjne, spokojny bieg, łatwość obsługi i niska awaryjność. Posiadały doskonałą opinię wśród załóg.

## Niektóre właściwości trakcyjne
Maksymalna siła pociągowa podczas rozruchu Ok1 wynosi 12 500 kG. Parowóz ten mógł ciągnąć na torze poziomym składy osobowe (wag. 4-osiowe) o masie 295 ton z szybkością 100 km/h, lub 645 t - 80 km/h.

## Zachowane parowozy Ok1
Po wycofaniu z eksploatacji zachowano 7 parowozów serii Ok1. Jeden z nich został sprzedany do Niemieckiego Muzeum Techniki w Berlinie. Najdłużej w eksploatacji pozostawała Ok1-359, która oprócz pociągów historycznych obsługiwała też ruch planowy w rejonie węzła w Wolsztynie. Parowóz ten pozostawał w stanie czynnym do końca maja 2009 roku.
| Oznaczenie | Producent           | Rok Produkcji | Miejsce                            |
| ---------- | ------------------- | ------------- | ---------------------------------- |
| Ok1-112    | Borsig              | 1915          | Muzeum Kolejnictwa w Kościerzynie  |
| Ok1-198    | BMAG                | 1919          | Pomnik na stacji Żagań             |
| Ok1-266    | Schichau-Werke      | 1921          | Parowozownia Skierniewice          |
| Ok1-296    | Schichau-Werke      | 1919          | Niemieckie Muzeum Techniki, Berlin |
| Ok1-322    | Linke-Hofmann Werke | 1921          | Parowozownia Wolsztyn              |
| Ok1-325    | Henschel & Sohn     | 1921          | Muzeum Kolejnictwa na Śląsku       |
| Ok1-359    | BMAG                | 1917          | Parowozownia Wolsztyn              |